# Phlebodium aureum
Phlebodium aureum (укр. Флебодіум золотий) — вид родини флебодіум (Phlebodium).

## Будова

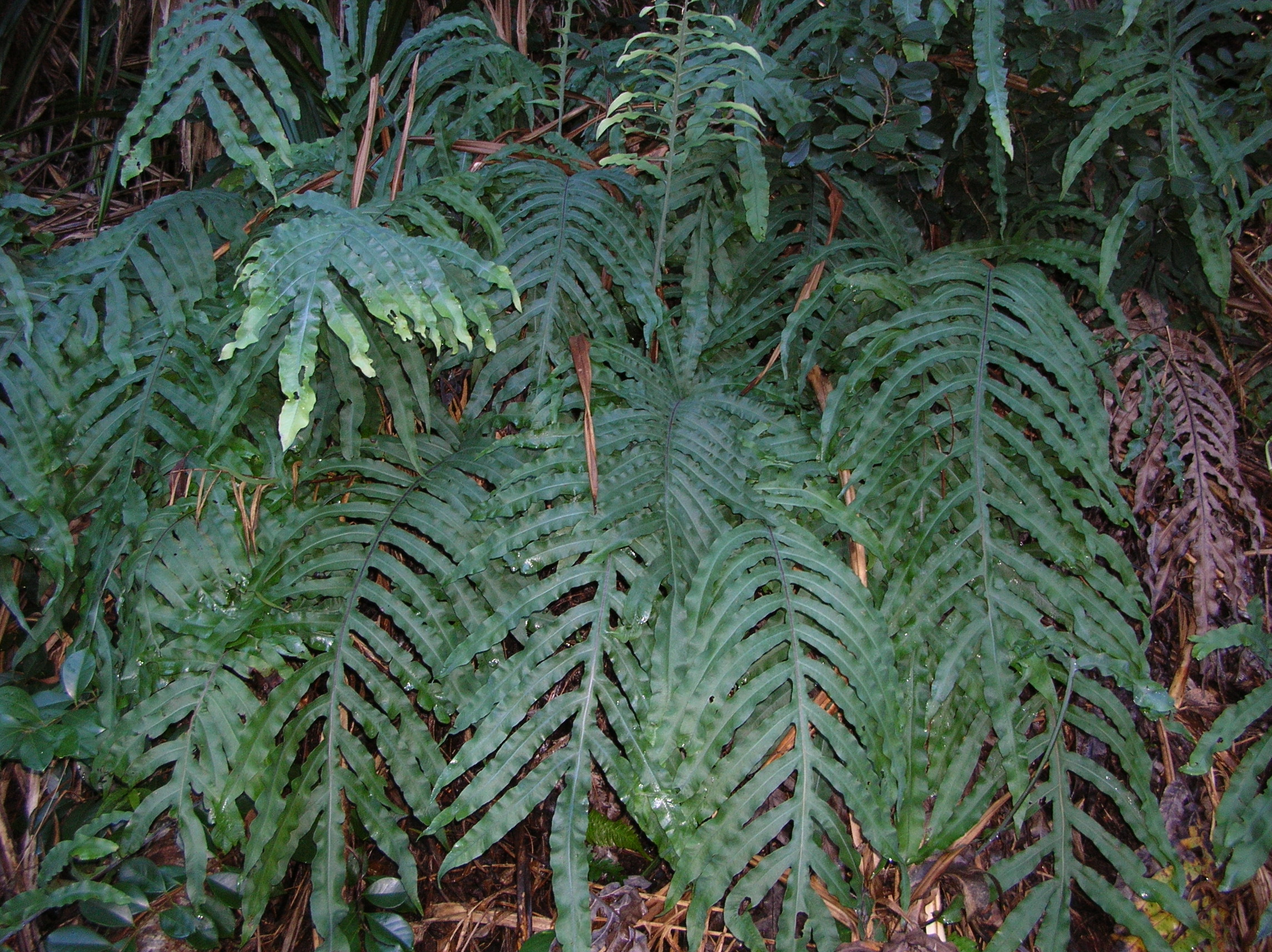
Листя рослини

Товсті ризоми покриті волосинками, щоб збирати більше вологи. Через ці ризоми рослина отримала назву «заяча лапа».

## Поширення та середовище існування
Походить з тропіків Америки. Росте в горах, де часто зустрічаються тумани та у горах на рівні хмар, оскільки потребує високої вологості повітря. Формує великі колонії у кронах дерев.

## Практичне використання
Вирощують як декоративну рослину. Витримує зниження температури повітря до 5 °C. Листками флебодіуму золотого прикрашають букети орхідей.

## Джерело
- Jiri Haager «House Plants» // Hamlyn, Prague, 1980 — p. 280 — P. 38

| Папороті | Це незавершена стаття про папороті. Ви можете допомогти проєкту, виправивши або дописавши її. |